# Charlie Bannister
Charles Bannister (1879 – tháng 8 năm 1952) là một cầu thủ bóng đá người Anh thi đấu ở Football League cho Manchester City và Lincoln City and tại Southern League cho Swindon Town và Reading., ông sinh ra ở Burton upon Trent, Staffordshire, và di cư đến Úc sau khi giải nghệ bóng đá.